# Faxonia pusilla
Faxonia pusilla là một loài thực vật có hoa trong họ Cúc. Loài này được Brandegee mô tả khoa học đầu tiên năm 1894. Chúng là loài đặc hữu của Mexico.